# Амистад (филм)
Вижте пояснителната страница за други значения на Амистад.
„Амистад“ е исторически филм от 1997 година, режисиран от Стивън Спилбърг, по истинската история за бунта на робите на борда на едноименния кораб през 1839 година и съдебния процес след него.
Това е вторият филм, за който Антъни Хопкинс получава номинация за Оскар за ролята, в която играе американски президент. Първият път е през 1995 година за ролята на Ричард Никсън в „Никсън“.

## Награди и номинации
| Награда                              | Категория                          | Номиниран(и)                | Резултат  |
| ------------------------------------ | ---------------------------------- | --------------------------- | --------- |
| Награди на филмовата академия на САЩ | Най-добра поддържаща мъжка роля    | Антъни Хопкинс              | номинация |
| Награди на филмовата академия на САЩ | Най-добра кинематография           | Януш Камински               | номинация |
| Награди на филмовата академия на САЩ | Най-добър дизайн на костюми        | Рут Картър                  | номинация |
| Награди на филмовата академия на САЩ | Най-добра филмова музика           | Джон Уилямс                 | номинация |
| Златен глобус                        | Най-добър филм – драма             | Най-добър филм – драма      | номинация |
| Златен глобус                        | Най-добър режисьор                 | Стивън Спилбърг             | номинация |
| Златен глобус                        | Най-добър актьор в драматичен филм | Джимон Хонсу                | номинация |
| Златен глобус                        | Най-добър поддържащ актьор         | Антъни Хопкинс              | номинация |
| Сателит                              | Най-добра кинематография           | Януш Камински               | награда   |
| Сателит                              | Най-добър филм – драма             | Най-добър филм – драма      | номинация |
| Сателит                              | Най-добър филмов монтаж            | Най-добър филмов монтаж     | номинация |
| Сателит                              | Най-добри декори                   | Най-добри декори            | номинация |
| Сателит                              | Най-добър дизайн на костюми        | Най-добър дизайн на костюми | номинация |
| Сателит                              | Най-добър режисьор                 | Стивън Спилбърг             | номинация |
| Сателит                              | Най-добър адаптиран сценарий       | Дейвид Франзони             | номинация |
| Сателит                              | Най-добър актьор в драматичен филм | Джимон Хонсу                | номинация |
| Сателит                              | Най-добра филмова музика           | Джон Уилямс                 | номинация |